# Baltimore Ravens 1999
La stagione 1999 dei Baltimore Ravens è stata la 4ª della franchigia nella National Football League.

## Calendario

### Stagione regolare
| Turno | Data               | Avversario              | Risultato          | Record             | Pubblico           |
| ----- | ------------------ | ----------------------- | ------------------ | ------------------ | ------------------ |
| 1     | 12/9/1999          | at St. Louis Rams       | S 27–10            | 0–1–0              | 62,100             |
| 2     | 19/9/1999          | Pittsburgh Steelers     | S 23–20            | 0–2–0              | 68,965             |
| 3     | 26/9/1999          | Cleveland Browns        | V 17–10            | 1–2–0              | 68,803             |
| 4     | 3/10/1999          | at Atlanta Falcons      | V 19–13 (DTS)      | 2–2–0              | 50,712             |
| 5     | 10/10/1999         | at Tennessee Titans     | S 14–11            | 2–3–0              | 65,486             |
| 6     | Settimana di pausa | Settimana di pausa      | Settimana di pausa | Settimana di pausa | Settimana di pausa |
| 7     | 21/10/1999         | Kansas City Chiefs      | S 35–8             | 2–4–0              | 68,771             |
| 8     | 31/10/1999         | Buffalo Bills           | S 13–10            | 2–5–0              | 68,673             |
| 9     | 7/11/1999          | at Cleveland Browns     | V 41–9             | 3–5–0              | 72,898             |
| 10    | 14/11/1999         | at Jacksonville Jaguars | S 6–3              | 3–6–0              | 67,391             |
| 11    | 21/11/1999         | at Cincinnati Bengals   | V 34–31            | 4–6–0              | 43,279             |
| 12    | 28/11/1999         | Jacksonville Jaguars    | S 30–23            | 4–7–0              | 68,428             |
| 13    | 5/12/1999          | Tennessee Titans        | V 41–14            | 5–7–0              | 67,854             |
| 14    | 12/12/1999         | at Pittsburgh Steelers  | V 31–24            | 6–7–0              | 46,715             |
| 15    | 19/12/1999         | New Orleans Saints      | V 31–8             | 7–7–0              | 67,597             |
| 16    | 26/12/1999         | Cincinnati Bengals      | V 22–0             | 8–7–0              | 68,036             |
| 17    | 2/1/2000           | at New England Patriots | S 20–3             | 8–8–0              | 50,263             |